# Stedesdorf
Stedesdorf település Németországban, azon belül Alsó-Szászország tartományban. Lakosainak száma 1702 fő (2023. december 31.). Stedesdorf Werdum, Neuharlingersiel és Esens községekkel határos.

## Népesség
A település népességének változása:
| Lakosok száma | 1550 | 1565 | 1610 | 1670 | 1718 | 1702 |
|               | 2016 | 2017 | 2019 | 2021 | 2022 | 2023 |